# Суарес, Леонардо
Леонардо Габриэль Суарес (исп. Leonardo Gabriel Suárez; родился 30 марта 1996 года, Хенераль-Сан-Мартин, Аргентина) — аргентинский футболист, нападающий клуба «УНАМ Пумас».

## Клубная карьера
Леонардо был переведён в первую команду клуба «Бока Хуниорс» в середине 2014 года. Он дебютировал за неё 9 ноября в матче против «Тигре» и отметился в нём голевой передачей. Всего в своем дебютном сезоне Леонардо провёл два матча.
В январе 2015 года он пополнил состав второй команды «Вильярреала», выступающей в Сегунде B. В составе основной команды «Вильярреала» дебютировал в Лиге чемпионов 16 августа 2016 года в матче против «Монако», а в чемпионате Испании — 17 декабря 2016 года в игре против хихонского «Спортинга».

## Карьера в сборной
В составе юношеской сборной Аргентины до 17 лет Леонардо участвовал на юношеском чемпионате Южной Америки 2013.. Его сборная стала чемпионом Южной Америки в возрастной категории до 17 лет. Кроме того, он принимал участие на юношеском чемпионате мира 2013, где Аргентина заняла четвёртое место.
В составе молодёжной сборной Аргентины Леонардо выступал на молодёжном чемпионате Южной Америки 2015. На этом турнире он принял участие в трёх встречах и забил гол в ворота команды Перу.

## Достижения
«Америка»
- Победитель Апертуры лиги MX: 2023

Сборная  Аргентины (до 20 лет)
- Победитель юношеского чемпионата Южной Америки (1): 2013